# 萨菲希
萨菲希是德国莱茵兰-普法尔茨州的一个市镇。总面积6.97平方公里，总人口2145人，其中男性1125人，女性1020人（2011年12月31日），人口密度308人/平方公里。